# Little Demon
Little Demon è una serie animata statunitense del 2022, creata da Darcy Fowler, Seth Kirschner e Kieran Valla.
In Italia è stata resa disponibile su Disney+, come Star Original, dal 18 gennaio 2023.

## Trama
13 anni dopo essere stata messa incinta da Satana, Laura e sua figlia Chrissy tentano di vivere una vita normale nel Delaware, tuttavia sono costantemente sopraffatte da forze mostruose, incluso Satana, che vuole la custodia dell'anima di Chrissy.

## Episodi
| Stagione       | Episodi | Prima TV USA | Pubblicazione Italia |
| -------------- | ------- | ------------ | -------------------- |
| Prima stagione | 10      | 2022         | 2023                 |

## Personaggi e doppiatori

### Personaggi principali
- Laura Feinberg, voce originale di Aubrey Plaza, italiana di Gemma Donati.
- Satana, voce originale di Danny DeVito, italiana di Massimo Lopez.
- Chrissy Feinberg, voce originale di Lucy DeVito, italiana di Guendalina Ward.

### Personaggi ricorrenti
- Bennigan Aquino, voce originale di Eugene Cordero, italiana di Lorenzo Crisci.
- Darlene, voce originale di Lennon Parham, italiana di Sabrina Duranti.
- Uomo con barba (in originale: Unshaven Man), voce originale di Michael Shannon, italiana di Francesco Venditti.
- Erwin, voce originale di Seth Kirschner, italiana di Andrea Pirolli.
- Arabella, voce originale di Ali Ahn, italiana di Alice Venditti.
- Serpente con le braccia (in originale: Snake with Arms), voce originale di Charlie McWade.

### Personaggi secondari
- Asmodeus, voce originale di Sam Richardson, italiana di Roberto Stocchi.
- Millepiedi, voce originale di Mel Brooks, italiana di Oliviero Dinelli.

## Produzione
Nell'aprile 2020, FX ha dato il via libera alla produzione di un episodio pilota della serie animata Little Demon. Viene anche annunciato che Danny DeVito, sua figlia Lucy DeVito e Aubrey Plaza sono entrati a far parte del cast.
La serie, creata da Darcy Fowler, Seth Kirschner e Kieran Valla, è prodotta da Jersey Films 2nd Avenue di De Vito, ShadowMachine e FX Productions, con Dan Harmon come produttore esecutivo.
A maggio del 2021, viene annunciato il via libera alla produzione di una stagione per il canale via cavo FXX.

## Distribuzione
La serie viene trasmessa per la prima volta negli Stati Uniti sul canale via cavo FXX, a partire dal 25 agosto 2022.
In Italia stata resa disponibile su Disney+, come Star Original, dal 18 gennaio 2023.